# Thiago Ponciano
Thiago Alves Ponciano (Foz do Iguaçu, 8 de mayo de 1994) es un jugador de balonmano brasileño que juega de lateral izquierdo en el BM Ciudad de Logroño de la Liga Asobal. Es internacional con la selección de balonmano de Brasil.

## Palmarés

### Selección nacional
| Juegos Panamericanos                      | Juegos Panamericanos | Juegos Panamericanos | Juegos Panamericanos |
| Año                                       | Lugar                | Medalla              |                      |
| ----------------------------------------- | -------------------- | -------------------- | -------------------- |
| 2019                                      | Lima                 | Medalla de bronce    |                      |
| Campeonato Panamericano                   |                      |                      |                      |
| Año                                       | Lugar                | Medalla              |                      |
| 2018                                      | Groenlandia          | Medalla de plata     |                      |
| Campeonato Sudamericano y Centroamericano |                      |                      |                      |
| Año                                       | Lugar                | Medalla              |                      |
| 2022                                      | Brasil               | Medalla de oro       |                      |
| Juegos Suramericanos                      |                      |                      |                      |
| Año                                       | Lugar                | Medalla              |                      |
| 2018                                      | Cochabamba           | Medalla de oro       |                      |

## Clubes
| Club                  | País    | Año         |
| --------------------- | ------- | ----------- |
| Campo Mourao Andebol  | Brasil  | 2012 - 2013 |
| Handebol Maringá      | Brasil  | 2014 - 2015 |
| REBI Balonmano Cuenca | España  | 2015 - 2022 |
| US Créteil HB         | Francia | 2022 - 2023 |
| BM Ciudad de Logroño  | España  | 2023 - Act. |